# Бекон із капустою
Бекон із капустою (ірл. Cabáiste agus bagún, англ. Cabbage and bacon) — традиційна ірландська страва, яка готується з беконної частини свинячої туші, спецій (гвоздика, запашний перець) і капусти, іноді з додаванням картоплі, моркви, цибулі, ріпи, іноді для приготування цієї страви використовується копчений бекон. Страва зазвичай подається з білим соусом, який зазвичай готують із борошна, вершкового масла, молока і петрушки. Популярність цієї страви в минулому пояснюється тим, що інгредієнти були доступні для більшості населення, це страва навіть зараз дуже популярна в Ірландії.

## Варіанти страви

### Солонина з капустою (США)
Наприкінці XIX ст. ірландські іммігранти, які приїхали в США, стали замінювати традиційний бекон солониною. Як і в оригінальному рецепті, в цю страву часто додавали картоплю й моркву. Солонина з капустою залишається і зараз дуже популярною стравою серед вихідців з Ірландії в США, часто ця страва подається на День святого Патріка.